# Äquilibriometrie
Äquilibriometrie ist die Methode der messenden Untersuchung der menschlichen Gleichgewichtsregulation.
An den Grenzen zwischen Hals-Nasen-Ohren-Heilkunde, Ophthalmologie, Neurologie und anderen Fächern beschäftigt sich die Neurootologie mit der Untersuchung wesentlicher Kopfsinne. Dabei kommt dem Gleichgewichtssinn eine zentrale Bedeutung zu. Für diese Erkenntnis ging bereits im Jahr 1914 der Nobelpreis an Róbert Bárány. Claus-Frenz Claussen  und Juan Manuel Tato stellten 1972 unter dem Begriff „Äquilibriometrie“ eine Serie von Untersuchungsverfahren für die Gleichgewichtsfunktionsprüfung zusammen. Diese haben ihre physiologischen Grundlagen zum Teil in der Reizung vestibulärer Rezeptoren und zum Teil in der Stimulierung visueller und propriozeptiver Afferenzen.
Die Äquilibriometrie bedient sich definierter Stimulusverfahren mit objektiver und quantitativer Reaktionsaufzeichnung und -auswertung. Da der subjektiven Befindlichkeit bei Schwindel und Übelkeit für den Patienten eine besondere Rolle zukommt, wird diese mit Hilfe des systematischen neurootologischen Anamnesebogens (NODEC oder NOASC I) rasterartig abgefragt und so dem schnellen Vergleich bei Verlaufsuntersuchungen zugänglich gemacht.
Die menschliche Gleichgewichtsfunktion wird durch ein sogenanntes Raumkonzept mit Einspeisung von Informationen aus der Gleichgewichtstetrade, nämlich Auge, Vestibularis, Cochlea und Propriozept im menschlichen Hirnstamm gebildet. Ergänzt wird die Gleichgewichtsregulation durch cerebelläre und kortikale Musterverarbeitungsprozesse und Speicherinhalte.
Gleichgewichtsfunktionsstörungen können an den verschiedensten Orten der genannten Rezeptoren, wie auch innerhalb des Zentralnervensystems entstehen. Für die diagnostische Suche nach den Läsionsorten, wie auch nach der Art der Störung bedient man sich verschiedener Kopfsinnesbahnen, die objektiv und quantitativ vermessen werden. Die klassischen objektiven und quantitativen äquilibriometrischen Verfahren sind die der sensomotorischen Augenbewegungskontrolle mittels Elektronystagmographie bzw. die der motorischen Kopf-Körper-Bewegungskontrolle mittels der Cranio-Corpo-Graphie u. a. m. Für die synoptische Auswertung des Bárány'schen Kalorisationsversuches benutzen Neurootologen das Schmetterlingskalorigramm. Für die Steh- und Tretversuchanalyse bedienen sie sich der radarbildähnlichen Cranio-Corpo-Gramme. Neu hinzugetreten ist die kortikale Reaktionsauswertung mittels „Brain Electrical Activity Mapping“ (BEAM) und vestibulär evozierter Hirnpotentiale (VbEP).
Alle genannten Verfahren werden miteinander vernetzt angewendet. Sie dienen nicht nur der Diagnostik, sondern auch der Steuerung einer modernen Differentialtherapie von Schwindel- und Übelkeitszuständen.
Mittels der neurootologischen Netzwerktechnik einer Hirnsinnesbahnenanalyse ist es der modernen Neurootologie gelungen, eine erfolgreiche, nichtinvasive, neurootometrische Funktionsdiagnostik zu entwickeln; destruktive Untersuchungsverfahren verbieten sich an den hochempfindlichen Organen Ohr, Auge und Gehirn in der Regel von selbst. Das Verfahren ähnelt dem Aufspüren von Fehlern in modernen Computernetzwerken, weshalb man es auch Netzwerkanalyse nennt.